# Tony McQuay
Tony McQuay (West Palm Beach, 16 aprile 1990) è un velocista statunitense, specializzato nei 400 metri piani.
Ha preso parte ai Giochi olimpici di Londra 2012 arrivando alle semifinali nella gara dei 400 metri piani, non qualificandosi per la finale, e vincendo la medaglia d'argento con la staffetta 4×400 metri.

## Progressione

### 400 metri piani
| Stagione | Tempo | Luogo       | Data      | Rank. Mond. |
| -------- | ----- | ----------- | --------- | ----------- |
| 2018     | 46"83 | Lignano     | 11-7-2018 | 461º        |
| 2017     | 44"51 | Sacramento  | 24-6-2017 | 12º         |
| 2016     | 44"24 | Eugene      | 2-7-2016  | 6º          |
| 2015     | 44"81 | Eugene      | 30-5-2015 | 28º         |
| 2014     | 44"92 | Doha        | 9-5-2014  | 15º         |
| 2013     | 44"40 | Mosca       | 13-8-2013 | 3º          |
| 2012     | 44"49 | Eugene      | 24-6-2012 | 5º          |
| 2011     | 44"68 | Eugene      | 25-6-2011 | 5º          |
| 2010     | 45"37 | Gainesville | 17-4-2010 | 42º         |
| 2009     | 46"84 | Winter Park | 2-5-2009  | 361º        |

### 400 metri piani indoor
| Stagione | Tempo | Luogo        | Data      | Rank. Mond. |
| -------- | ----- | ------------ | --------- | ----------- |
| 2011/12  | 45"77 | Nampa        | 10-3-2012 | 8º          |
| 2010/11  | 45"21 | Fayetteville | 27-2-2011 | 2º          |
| 2009/10  | 45"74 | Fayetteville | 13-3-2010 | 6º          |

## Palmarès
| Anno | Manifestazione  | Sede           | Evento      | Risultato  | Prestazione | Note                                     |
| ---- | --------------- | -------------- | ----------- | ---------- | ----------- | ---------------------------------------- |
| 2011 | Mondiali        | Taegu          | 400 m piani | Batteria   | 46"76       |                                          |
| 2012 | Giochi olimpici | Londra         | 400 m piani | Semifinale | 45"31       |                                          |
| 2012 | Giochi olimpici | Londra         | 4×400 m     | Argento    | 2'57"05     | Miglior prestazione personale stagionale |
| 2013 | Mondiali        | Mosca          | 400 m piani | Argento    | 44"40       | Miglior prestazione personale            |
| 2013 | Mondiali        | Mosca          | 4×400 m     | Oro        | 2'58"71     | Miglior prestazione mondiale stagionale  |
| 2014 | World Relays    | Nassau         | 4×400 m     | Oro        | 2'57"25     | Record dei campionati                    |
| 2015 | World Relays    | Nassau         | 4×400 m     | Oro        | 2'58"43     | Miglior prestazione mondiale stagionale  |
| 2015 | Mondiali        | Pechino        | 4×400 m     | Oro        | 2'57"82     | Miglior prestazione mondiale stagionale  |
| 2016 | Giochi olimpici | Rio de Janeiro | 4×400 m     | Oro        | 2'57"30     | Miglior prestazione personale stagionale |
| 2017 | World Relays    | Nassau         | 4×400 m     | Oro        | 3'02"13     |                                          |
| 2017 | Mondiali        | Londra         | 4×400 m     | Argento    | 2'58"61     | Miglior prestazione personale stagionale |

## Campionati nazionali
- 1 volta campione nazionale dei 400 m piani (2011)